# Jerónimo de Alderete

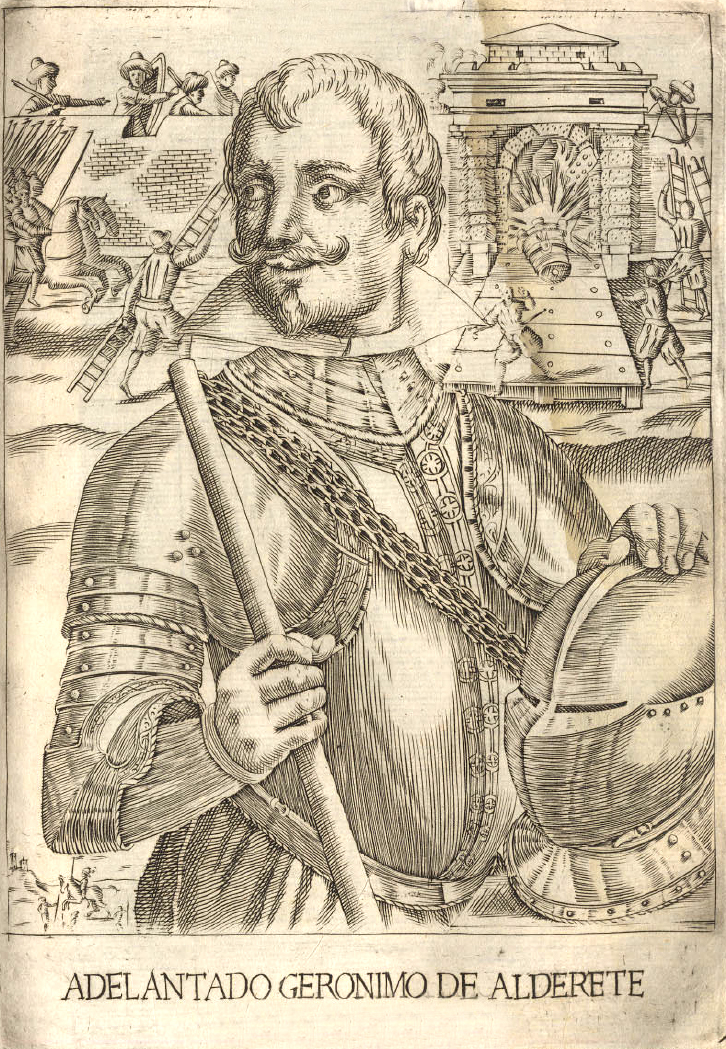
Jerónimo de Alderete
(Darstellung aus dem 17. Jahrhundert)

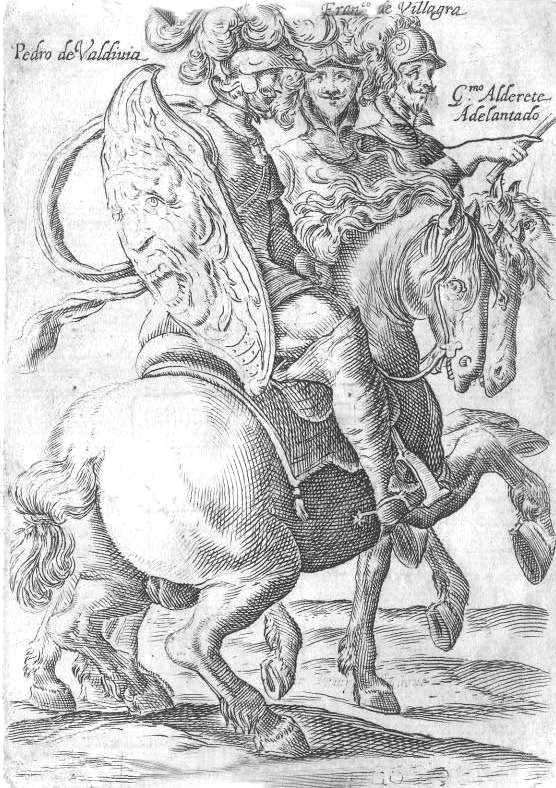
Alderete mit Valdívia und Villagra

Jerónimo de Alderete oder Gerónimo de Alderete (* 1519 in Olmedo, Spanien; † 7. April 1556 in Taboga, Panama) war ein spanischer Konquistador in Venezuela, Peru und Chile und ein enger Vertrauter von Pedro de Valdivia.

## Leben
Jerónimo de Alderete wurde 1519 in Olmedo in Spanien geboren. Er war der Sohn von Francisco de Mercado und Isabel de Alderete. Nach Mittelamerika kam er wahrscheinlich mit einer Karavelle, die unter dem Kommando seines Vetters des Kapitäns Juan Fernández de Alderete 200 Soldaten für den Gouverneur Jerónimo de Ortal nach Paria im heutigen Venezuela transportierte und im Oktober 1534 von Sevilla auslief. Er war ein enger Freund von Pedro de Valdivia, dem späteren Gouverneur und Konquistador von Chile, der ihn auf dieser Reise begleitete. Beide nahmen an der Konquista Venezuelas teil. Ein Versuch, sich dem deutschen Konquistador Nikolaus Federmann anzuschließen, schlug fehl.
Jerónimo de Alderete kam nach Peru, als Francisco Pizarro Lima gründete und beteiligte sich dort an der Konquista der Provinz Chunchos. Ende 1540, als er erfuhr, dass Pedro de Valdívia mit einer Expedition nach Chile unterwegs war, schloss er sich diesem an. Nach der Gründung von Santiago del Nuevo Extremo, der Hauptstadt Chiles, wurde er von der kolonialen Stadtregierung mehrfach zum Bürgermeister ernannt. 1544 segelte er mit dem Kapitän Juan Bautista de Pastene von Valparaíso aus an der chilenischen Küste entlang bis 41° Süd und nahm die dazwischen liegenden Gebiete im Auftrag und im Namen von Pedro de Valdivia in Besitz. Ende 1547 begleitete er Pedro de Valdivia nach Peru, wo beide auf Seiten der königstreuen spanischen Truppen an der Schlacht von Xaquixaguana teilnahmen, in der der rebellische Gonzalo Pizarro geschlagen wurde. 1549, wieder zurück in Chile, wurde Jerónimo de Alderete durch Valdivia zum stellvertretenden Generalkapitän ernannt und kämpfte in der Konquista der Araucanía. Im April 1552 gründete Jerónimo de Alderete im Auftrag von Valdívia die Stadt Villarrica. Von dort aus unternahm er einen vergeblichen Versuch, den Südatlantik nach einer Überquerung der Anden zu erreichen.
Im Oktober 1552 entsandte ihn Valdivia nach Spanien, um dem König über die Erfolge der Konquista Chiles zu berichten. Auf dem Rückweg sollte er Valdivias Frau Marina de Gaete mitbringen. Während seines Aufenthalts in Spanien starb Valdivia und nach einigen bürokratischen Verzögerungen wurde Jerónimo de Alderete 1555 zu dessen Nachfolger und Gouverneur von Chile ernannt. Auf seiner Rückreise nach Chile verstarb Jerónimo de Alderete am 7. April 1556 auf der Pazifikinsel Taboga in Panama. Er war mit Esperanza de Rueda verheiratet und hatte einen Sohn namens Diego de Alderete.